# Ignacio Contardi
Ignacio Contardi (Mar del Plata, 8 de marzo de 1991) es un exjugador argentino de rugby que posee doble nacionalidad, argentina y española. Se desempeñaba como ala. Además de competir con su club en España, fue internacional absoluto con la Selección Española, donde es uno de los jugadores que más caps acumuló con un total de 38.
Contardi llegó al conjunto cántabro Aldro Energía Independiente en la temporada 2013/2014 desde el Banco Nación, club de la provincia de Buenos Aires. Y él, fue el máximo anotador de ensayos del equipo aquel curso. 
Desde Santander fichó por Maçon, club de la Federale 1 francesa, donde tuvo una gran trayectoria, siendo uno de los puntales de su equipo. Más tarde ficharía por Stade Niortais y en la temporada 2018/2019, regresó a Santander, al club donde debutó en Europa.